# Ministri capo della Finlandia
Questa voce elenca ministri capo della Repubblica di Finlandia (cioè i capi del governo) dal 1917 ad oggi.

## Lista
| Ministro capo               | Ministro capo     | Ministro capo                          | Partito                              | Governo          | Mandato           | Mandato           | Elezioni       | Presidenti           |
| Ministro capo               | Ministro capo     | Ministro capo                          | Partito                              | Governo          | Inizio            | Fine              | Elezioni       | Presidenti           |
| --------------------------- | ----------------- | -------------------------------------- | ------------------------------------ | ---------------- | ----------------- | ----------------- | -------------- | -------------------- |
|                             |                   | Pehr Evind Svinhufvud (1861-1944)      | Partito dei Giovani Finlandesi       | Svinhufvud I     | 27 novembre 1917  | 27 maggio 1918    | 1917           | Reggenti             |
|                             |                   | Juho Kusti Paasikivi (1870-1956)       | Partito Finlandese                   | Paasikivi I      | 27 maggio 1918    | 27 novembre 1918  | 1917           | Reggenti             |
|                             |                   | Lauri Ingman (1868-1934)               | Partito di Coalizione Nazionale      | Ingman I         | 27 novembre 1918  | 17 aprile 1919    | 1917           | Reggenti             |
|                             |                   | Kaarlo Castrén (1860-1938)             | Partito Progressista Nazionale       | Castrén          | 17 aprile 1919    | 15 agosto 1919    | 1919           | Reggenti             |
| Kaarlo Juho Ståhlberg       |                   | Kaarlo Castrén (1860-1938)             | Partito Progressista Nazionale       | Castrén          | 17 aprile 1919    | 15 agosto 1919    | 1919           |                      |
|                             |                   | Juho Vennola (1872-1938)               | Partito Progressista Nazionale       | Vennola I        | 15 agosto 1919    | 15 marzo 1920     | 1919           |                      |
|                             |                   | Rafael Erich (1879-1946)               | Partito di Coalizione Nazionale      | Erich            | 15 marzo 1920     | 9 aprile 1921     | 1919           |                      |
|                             |                   | Juho Vennola (1872-1938)               | Partito Progressista Nazionale       | Vennola II       | 9 aprile 1921     | 2 giugno 1922     | 1919           |                      |
|                             |                   | Aimo Cajander (1879-1943)              | Indipendente                         | Cajander I       | 2 giugno 1922     | 14 novembre 1922  | 1922           |                      |
|                             |                   | Kyösti Kallio (1873-1940)              | Lega Agraria                         | Kallio I         | 14 novembre 1922  | 18 gennaio 1924   | 1922           |                      |
|                             |                   | Aimo Cajander (1879-1943)              | Indipendente                         | Cajander II      | 18 gennaio 1924   | 31 maggio 1924    | 1922           |                      |
|                             |                   | Lauri Ingman (1868-1934)               | Partito di Coalizione Nazionale      | Ingman II        | 31 maggio 1924    | 31 marzo 1925     | 1924           |                      |
| Lauri Kristian Relander     |                   | Lauri Ingman (1868-1934)               | Partito di Coalizione Nazionale      | Ingman II        | 31 maggio 1924    | 31 marzo 1925     | 1924           |                      |
|                             |                   | Antti Tulenheimo (1879-1952)           | Partito di Coalizione Nazionale      | Tulenheimo       | 31 marzo 1925     | 31 dicembre 1925  | 1924           |                      |
|                             |                   | Kyösti Kallio (1873-1940)              | Lega Agraria                         | Kallio II        | 31 dicembre 1925  | 13 dicembre 1926  | 1924           |                      |
|                             |                   | Väinö Tanner (1881-1966)               | Partito Socialdemocratico Finlandese | Tanner           | 13 dicembre 1926  | 17 dicembre 1927  | 1924           |                      |
|                             |                   | Juho Sunila (1875-1936)                | Lega Agraria                         | Sunila I         | 17 dicembre 1927  | 22 dicembre 1928  | 1927           |                      |
|                             |                   | Oskari Mantere (1874-1942)             | Partito Progressista Nazionale       | Mantere          | 22 dicembre 1928  | 16 agosto 1929    | 1927           |                      |
|                             |                   | Kyösti Kallio (1873-1940)              | Lega Agraria                         | Kallio III       | 16 agosto 1929    | 4 luglio 1930     | 1929           |                      |
|                             |                   | Pehr Evind Svinhufvud (1861-1944)      | Partito di Coalizione Nazionale      | Svinhufvud II    | 4 luglio 1930     | 18 febbraio 1931  | 1930           |                      |
|                             |                   | Juho Sunila (1875-1936)                | Lega Agraria                         | Sunila II        | 21 marzo 1931     | 14 dicembre 1932  | 1930           |                      |
| Pehr Evind Svinhufvud       |                   | Juho Sunila (1875-1936)                | Lega Agraria                         | Sunila II        | 21 marzo 1931     | 14 dicembre 1932  | 1930           |                      |
|                             |                   | Toivo Mikael Kivimäki (1886-1968)      | Partito Progressista Nazionale       | Kivimäki         | 15 dicembre 1932  | 7 ottobre 1936    | 1933           |                      |
|                             |                   | Kyösti Kallio (1873-1940)              | Lega Agraria                         | Kallio IV        | 7 ottobre 1936    | 12 marzo 1937     | 1936           |                      |
|                             |                   | Aimo Cajander (1879-1943)              | Partito Progressista Nazionale       | Cajander III     | 12 marzo 1937     | 1º dicembre 1939  | 1936           |                      |
| Kyösti Kallio               |                   | Aimo Cajander (1879-1943)              | Partito Progressista Nazionale       | Cajander III     | 12 marzo 1937     | 1º dicembre 1939  | 1936           |                      |
|                             |                   | Risto Ryti (1889-1956)                 | Partito Progressista Nazionale       | Ryti I           | 1º dicembre 1939  | 19 dicembre 1940  | 1939           |                      |
|                             |                   | Jukka Rangell (1894-1982)              | Partito Progressista Nazionale       | Rangell          | 3 gennaio 1941    | 5 marzo 1943      | 1939           | Risto Ryti           |
|                             |                   | Edwin Linkomies (1894-1963)            | Partito di Coalizione Nazionale      | Linkomies        | 5 marzo 1943      | 8 agosto 1944     | 1939           | Risto Ryti           |
| Carl Gustaf Emil Mannerheim |                   | Edwin Linkomies (1894-1963)            | Partito di Coalizione Nazionale      | Linkomies        | 5 marzo 1943      | 8 agosto 1944     | 1939           |                      |
|                             |                   | Antti Hackzell (1881-1946)             | Indipendente                         | Hackzell         | 8 agosto 1944     | 21 settembre 1944 | 1939           |                      |
|                             |                   | Urho Castrén (1886-1965)               | Partito di Coalizione Nazionale      | Castrén          | 21 settembre 1944 | 17 novembre 1944  | 1939           |                      |
|                             |                   | Juho Kusti Paasikivi (1870-1956)       | Partito di Coalizione Nazionale      | Paasikivi II     | 17 novembre 1944  | 9 marzo 1946      | 1945           |                      |
|                             |                   | Mauno Pekkala (1890-1952)              | Lega Democratica Popolare Finlandese | Pekkala          | 26 marzo 1946     | 29 luglio 1948    | 1945           | Juho Kusti Paasikivi |
|                             |                   | Karl-August Fagerholm (1901-1984)      | Partito Socialdemocratico Finlandese | Fagerholm I      | 29 luglio 1948    | 17 marzo 1950     | 1948           | Juho Kusti Paasikivi |
|                             |                   | Urho Kekkonen (1900-1986)              | Lega Agraria                         | Kekkonen I       | 17 marzo 1950     | 17 gennaio 1951   | 1948           | Juho Kusti Paasikivi |
| Kekkonen II                 | 17 gennaio 1951   | Urho Kekkonen (1900-1986)              | Lega Agraria                         | 20 ottobre 1951  |                   |                   | 1948           | Juho Kusti Paasikivi |
| Kekkonen III                | 20 ottobre 1951   | Urho Kekkonen (1900-1986)              | Lega Agraria                         | 9 agosto 1953    | 1951              |                   |                | Juho Kusti Paasikivi |
| Kekkonen IV                 | 9 agosto 1953     | Urho Kekkonen (1900-1986)              | Lega Agraria                         | 17 novembre 1953 | 1951              |                   |                | Juho Kusti Paasikivi |
|                             |                   | Sakari Tuomioja (1911-1964)            | Indipendente                         | Tuomioja         | 1951              | 17 novembre 1953  | 5 maggio 1954  | Juho Kusti Paasikivi |
|                             |                   | Ralf Törngren (1899-1961)              | Partito Popolare Svedese             | Törngren         | 5 maggio 1954     | 20 ottobre 1954   | 1954           | Juho Kusti Paasikivi |
|                             |                   | Urho Kekkonen (1900-1986)              | Lega Agraria                         | Kekkonen V       | 20 ottobre 1954   | 3 marzo 1956      | 1954           | Juho Kusti Paasikivi |
| Urho Kekkonen               |                   | Urho Kekkonen (1900-1986)              | Lega Agraria                         | Kekkonen V       | 20 ottobre 1954   | 3 marzo 1956      | 1954           |                      |
|                             |                   | Karl-August Fagerholm (1901-1984)      | Partito Socialdemocratico Finlandese | Fagerholm II     | 3 marzo 1956      | 27 maggio 1957    | 1954           |                      |
|                             |                   | Vieno Johannes Sukselainen (1906-1995) | Lega Agraria                         | Sukselainen I    | 27 maggio 1957    | 29 novembre 1957  | 1954           |                      |
|                             |                   | Rainer von Fieandt (1890-1972)         | Indipendente                         | Von Fieandt      | 29 novembre 1957  | 26 aprile 1958    | 1954           |                      |
|                             |                   | Reino Kuuskoski (1907-1965)            | Indipendente                         | Kuuskoski        | 26 aprile 1958    | 29 agosto 1958    | 1954           |                      |
|                             |                   | Karl-August Fagerholm (1901-1984)      | Partito Socialdemocratico Finlandese | Fagerholm III    | 29 agosto 1958    | 13 gennaio 1959   | 1958           |                      |
|                             |                   | Vieno Johannes Sukselainen (1906-1995) | Lega Agraria                         | Sukselainen II   | 13 gennaio 1959   | 14 luglio 1961    | 1958           |                      |
|                             |                   | Martti Miettunen (1907-2002)           | Lega Agraria                         | Miettunen I      | 14 luglio 1961    | 13 aprile 1962    | 1958           |                      |
|                             |                   | Ahti Karjalainen (1923-1990)           | Lega Agraria                         | Karjalainen I    | 13 aprile 1962    | 18 dicembre 1963  | 1962           |                      |
|                             |                   | Reino Ragnar Lehto (1898-1966)         | Indipendente                         | Lehto            | 18 dicembre 1963  | 12 settembre 1964 | 1962           |                      |
|                             |                   | Johannes Virolainen (1914-2000)        | Partito di Centro Finlandese         | Virolainen       | 12 settembre 1964 | 27 maggio 1966    | 1962           |                      |
|                             |                   | Rafael Paasio (1903-1980)              | Partito Socialdemocratico Finlandese | Paasio I         | 27 maggio 1966    | 22 marzo 1968     | 1966           |                      |
|                             |                   | Mauno Koivisto (1923-2017)             | Partito Socialdemocratico Finlandese | Koivisto I       | 22 marzo 1968     | 14 maggio 1970    | 1966           |                      |
|                             |                   | Teuvo Aura (1912-1999)                 | Indipendente                         | Aura I           | 14 maggio 1970    | 15 agosto 1970    | 1966           |                      |
|                             |                   | Ahti Karjalainen (1923-1990)           | Partito di Centro Finlandese         | Karjalainen II   | 15 agosto 1970    | 29 ottobre 1971   | 1970           |                      |
|                             |                   | Teuvo Aura (1912-1999)                 | Indipendente                         | Aura II          | 29 ottobre 1971   | 23 febbraio 1972  | 1970           |                      |
|                             |                   | Rafael Paasio (1903-1980)              | Partito Socialdemocratico Finlandese | Paasio II        | 23 febbraio 1972  | 4 settembre 1972  | 1972           |                      |
|                             |                   | Kalevi Sorsa (1930-2004)               | Partito Socialdemocratico Finlandese | Sorsa I          | 4 settembre 1972  | 13 giugno 1975    | 1972           |                      |
|                             |                   | Keijo Liinamaa (1929-1980)             | Indipendente                         | Liinamaa         | 13 giugno 1975    | 30 novembre 1975  | 1972           |                      |
|                             |                   | Martti Miettunen (1907-2002)           | Partito di Centro Finlandese         | Miettunen II     | 30 novembre 1975  | 29 settembre 1976 | 1975           |                      |
| Miettunen III               | 29 settembre 1976 | Martti Miettunen (1907-2002)           | Partito di Centro Finlandese         | 15 maggio 1977   |                   |                   | 1975           |                      |
|                             |                   | Kalevi Sorsa (1930-2004)               | Partito Socialdemocratico Finlandese | Sorsa II         | 15 maggio 1977    | 26 aprile 1979    | 1975           |                      |
|                             |                   | Mauno Koivisto (1923-2017)             | Partito Socialdemocratico Finlandese | Koivisto II      | 26 maggio 1979    | 26 gennaio 1982   | 1979           |                      |
|                             |                   | Kalevi Sorsa (1930-2004)               | Partito Socialdemocratico Finlandese | Sorsa III        | 19 febbraio 1982  | 30 aprile 1987    | 1983           | Mauno Koivisto       |
|                             |                   | Harri Holkeri (1937-2011)              | Partito di Coalizione Nazionale      | Holkeri          | 30 aprile 1987    | 26 aprile 1991    | 1987           | Mauno Koivisto       |
|                             |                   | Esko Aho (1954)                        | Partito di Centro Finlandese         | Aho              | 26 aprile 1991    | 13 aprile 1995    | 1991           | Mauno Koivisto       |
| Martti Ahtisaari            |                   | Esko Aho (1954)                        | Partito di Centro Finlandese         | Aho              | 26 aprile 1991    | 13 aprile 1995    | 1991           |                      |
|                             |                   | Paavo Lipponen (1941)                  | Partito Socialdemocratico Finlandese | Lipponen I       | 13 aprile 1995    | 15 aprile 1999    | 1995           |                      |
| Lipponen II                 | 15 aprile 1999    | Paavo Lipponen (1941)                  | Partito Socialdemocratico Finlandese | 17 aprile 2003   | 1999              |                   |                |                      |
| Lipponen II                 | 15 aprile 1999    | Paavo Lipponen (1941)                  | Partito Socialdemocratico Finlandese | 17 aprile 2003   | 1999              | Tarja Halonen     |                |                      |
|                             |                   | Anneli Jäätteenmäki (1955)             | Partito di Centro Finlandese         | Jäätteenmäki     | 17 aprile 2003    | 24 giugno 2003    | 2003           |                      |
|                             |                   | Matti Vanhanen (1955)                  | Partito di Centro Finlandese         | Vanhanen I       | 24 giugno 2003    | 19 aprile 2007    | 2003           |                      |
| Vanhanen II                 | 19 aprile 2007    | Matti Vanhanen (1955)                  | Partito di Centro Finlandese         | 22 giugno 2010   | 2007              |                   |                |                      |
|                             |                   | Mari Kiviniemi (1968)                  | Partito di Centro Finlandese         | Kiviniemi        | 2007              | 22 giugno 2010    | 22 giugno 2011 |                      |
|                             |                   | Jyrki Katainen (1971)                  | Partito di Coalizione Nazionale      | Katainen         | 22 giugno 2011    | 24 giugno 2014    | 2011           |                      |
| Sauli Niinistö              |                   | Jyrki Katainen (1971)                  | Partito di Coalizione Nazionale      | Katainen         | 22 giugno 2011    | 24 giugno 2014    | 2011           |                      |
|                             |                   | Alexander Stubb (1968)                 | Partito di Coalizione Nazionale      | Stubb            | 24 giugno 2014    | 29 maggio 2015    | 2011           |                      |
|                             |                   | Juha Sipilä (1961)                     | Partito di Centro Finlandese         | Sipilä           | 29 maggio 2015    | 6 giugno 2019     | 2015           |                      |
|                             |                   | Antti Rinne (1962)                     | Partito Socialdemocratico Finlandese | Rinne            | 6 giugno 2019     | 10 dicembre 2019  | 2019           |                      |
|                             |                   | Sanna Marin (1985)                     | Partito Socialdemocratico Finlandese | Marin            | 10 dicembre 2019  | 20 giugno 2023    | 2019           |                      |
|                             |                   | Petteri Orpo (1969)                    | Partito di Coalizione Nazionale      | Orpo             | 20 giugno 2023    | in carica         | 2023           |                      |